# Höörs Idrottssällskap
Höörs Idrottssällskap (Höörs IS) är en svensk idrottsförening i Höör, Skåne. Med verksamhet för barn, ungdomar, seniorer och veteraner är föreningen aktiv inom fotboll och friidrott.

## Historia
Föreningen bildades den 25 april 1928. Två år senare, den 7 september 1930, invigdes föreningens idrottsplats Jeppavallen. Till en början var idrottssällskapet aktiv inom friidrott, fotboll, bandy, gymnastik, tennis och handboll. År 1944 började man också med orientering och längdåkning på skidor. Den ursprungliga spelardräkten var blå tröja och vita byxor.
Genom åren har Höörs IS medverkat med representanter i många olika mästerskap. Klubben blev 1952 Skånska mästare i bandy, genom att besegra Glimåkra med 3-2 i finalen. Två av idrottssällskapets gymnaster, Sten Bäck och Karl-Gustav Engström, deltog i den 600 man starka gymnastikuppvisningstruppen som Sverige sände till de olympiska spelen i Berlin 1936.

## Fotboll

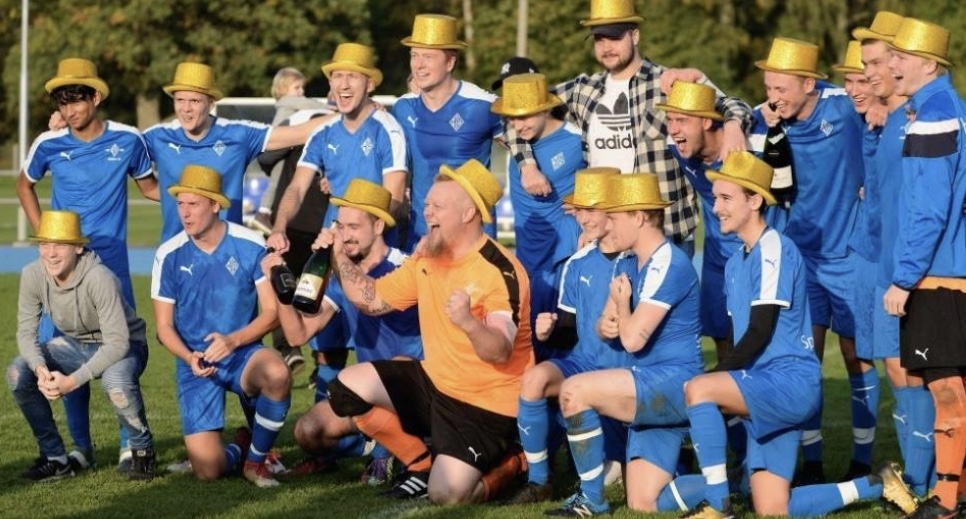
Höörs a-lag kvalar upp till division 5 2019.

Sedan grundandet 1928 har Höörs IS spelat i de mellersta och lägre divisionerna i det svenska seriesystemet. Klubbens A-lag spelar för närvarande i division 5, som är den sjunde nivån i svensk seriefotboll. Fotbollslaget har som bäst spelat i division 3  och har även kvalat till division 2. Höörs IS seniorfotboll består endast av ett herrlag. Föreningen driver även pojk- och flickfotboll i de yngre åldrarna. Klubben är medlem i Skånes Fotbollsförbund och spelar sina hemmamatcher på Färs & Frosta Arena.
Under de senaste säsongerna har Höörs IS spelat i följande divisioner:
| Säsong | Division                   |
| 2020   | Division 5 Skåne Mellersta |
| 2019   | Division 6 Skåne Mellersta |
| 2018   | Division 7 Skåne Norra     |
| 2017   | Division 6 Skåne Mellersta |
| 2016   | Division 5 Skåne Mellersta |
| 2015   | Division 5 Skåne Västra    |

* Informationen är tagen från Svenska Fotbollsförbundets webbplats

## Friidrott

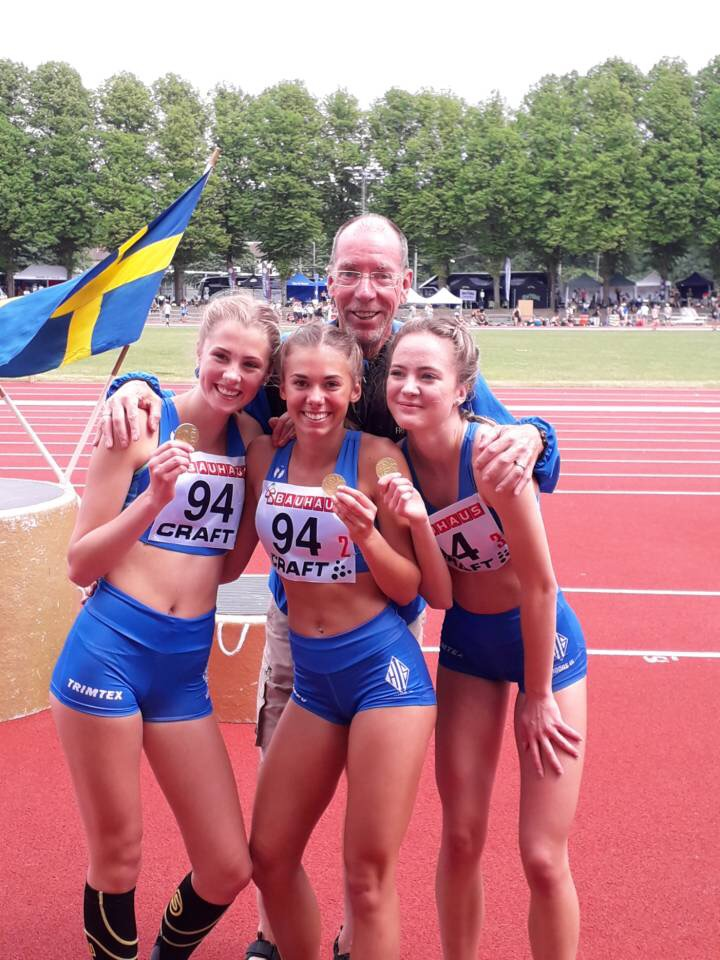
Guld i stafett-SM för F17 3x800m, 2018. Fr. V Thea Nilsson, Maja Jönsson, Gert Möller, Lovisa Skoglund.